# Olympische Sommerspiele 1920/Leichtathletik – 100 m (Männer)

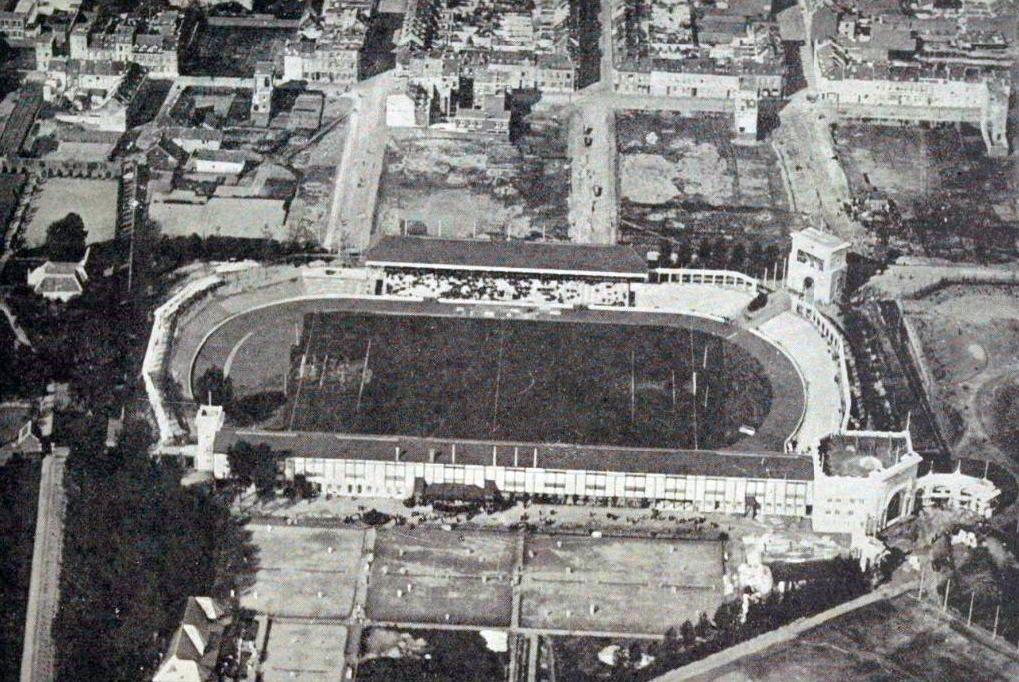
Das Antwerpener Olympiastadion

Der 100-Meter-Lauf der Männer bei den Olympischen Spielen 1920 in Antwerpen wurde am 15. und 16. Juli 1920 im Antwerpener Olympiastadion ausgetragen. Sechzig Athleten nahmen daran teil.
Olympiasieger wurde der  US-Amerikaner Charles Paddock vor seinem Landsmann Morris Kirksey. Bronze gewann der Brite Harry Edward.
Der Schweizer Josef Imbach erreichte das Viertelfinale, scheiterte dort jedoch. Sein Mannschaftskamerad August Waibel schied schon im Vorlauf aus. Deutsche und österreichische Teilnehmer durften nicht teilnehmen.

## Bestehende Rekorde
| Weltrekord         | 10,6 s | Donald Lippincott ( USA) | OS 1912 Stockholm (Vorlauf), Schweden | 6. Juli 1912 |
| Olympischer Rekord | 10,6 s | Donald Lippincott ( USA) | OS 1912 Stockholm (Vorlauf), Schweden | 6. Juli 1912 |

Der bestehende Welt- und Olympiarekord wurde bei den Spielen von Antwerpen nicht erreicht. Als schnellste Zeit wurden mehrfach 10,8 s erzielt.

## Durchführung des Wettbewerbs
Am 15. August (15:15 Uhr Ortszeit) wurden insgesamt zwölf Vorläufe durchgeführt. Die auf den jeweils ersten beiden Plätzen eingelaufenen Athleten – hellblau unterlegt – qualifizierten sich für die Viertelfinals, die am selben Tag um 17:00 Uhr ausgetragen wurden. Auch in diesen fünf Rennen berechtigten die jeweils ersten beiden Plätze – wiederum hellblau unterlegt – zum Weiterkommen in die Halbfinals des folgenden Tags (9:30 Uhr). In den beiden Vorentscheidungen qualifizierten sich die jeweils ersten drei Läufer – hellblau unterlegt – für das Finale, das am selben Tag um 16:00 Uhr gestartet wurde.

## Vorläufe
Datum: 15. August 1920, 15.15 Uhr Ortszeit
Von wenigen Ausnahmen abgesehen sind nur die Zeiten der Läufer überliefert, die sich für das Viertelfinale qualifizieren.
Mit Ahmed Khairy aus Ägypten (Vorlauf zwei) und Edmond Médécin aus Monaco (Vorlauf acht) nahmen erstmals Sportler aus diesen Ländern an Olympischen Spielen teil.

### Vorlauf 1
| Platz | Name            | Nation             | Zeit   | Anmerkung |
| ----- | --------------- | ------------------ | ------ | --------- |
| 1     | William Hill    | Großbritannien     | 11,0 s |           |
| 2     | Mario Riccoboni | Königreich Italien | 11,2 s |           |
| 3     | Marcel Gustin   | Belgien            | k. A.  |           |
| 4     | Ichiro Kaga     | Japan              | k. A.  |           |
| 5     | Paul Hammer     | Luxemburg          | k. A.  |           |
| 6     | Jan de Vries    | Niederlande        | k. A.  |           |

### Vorlauf 2
| Platz | Name               | Nation          | Zeit   | Anmerkung |
| ----- | ------------------ | --------------- | ------ | --------- |
| 1     | René Mourlon       | Frankreich      | 11,2 s |           |
| 2     | August Sørensen    | Dänemark        | 11,3 s |           |
| 3     | Erik Lindvall      | Schweden        | k. A.  |           |
| 4     | Ahmed Abbas Khairy | Ägypten         | k. A.  |           |
| 5     | Purma Bannerjee    | Britisch-Indien | k. A.  |           |

### Vorlauf 3
| Platz | Name              | Nation                | Zeit   | Anmerkung |
| ----- | ----------------- | --------------------- | ------ | --------- |
| 1     | Loren Murchison   | USA                   | 10,8 s |           |
| 2     | Willie Bukes      | Südafrikanische Union | 10,9 s |           |
| 3     | Albert Heijnneman | Niederlande           | 11,0 s |           |
| 4     | Vojtěch Plzák     | Tschechoslowakei      | k. A.  |           |

### Vorlauf 4
| Platz | Name             | Nation                | Zeit   | Anmerkung |
| ----- | ---------------- | --------------------- | ------ | --------- |
| 1     | William Hunt     | Australien            | 11,0 s |           |
| 2     | Félix Mendizábal | Spanien               | 11,2 s |           |
| 3     | Frank Irvine     | Südafrikanische Union | k. A.  |           |
| 4     | Bjarne Guldager  | Norwegen              | k. A.  |           |
| 5     | Nils Sandström   | Schweden              | k. A.  |           |

### Vorlauf 5
| Platz | Name           | Nation                | Zeit   | Anmerkung |
| ----- | -------------- | --------------------- | ------ | --------- |
| 1     | Vittorio Zucca | Königreich Italien    | 11,4 s |           |
| 2     | Cor Wezepoel   | Niederlande           | 11,5 s |           |
| 3     | Leonard Dixon  | Südafrikanische Union | k. A.  |           |
| 4     | August Waibel  | Schweiz               | k. A.  |           |
| 5     | Alex Servais   | Luxemburg             | k. A.  |           |

### Vorlauf 6
| Platz | Name             | Nation             | Zeit   | Anmerkung |
| ----- | ---------------- | ------------------ | ------ | --------- |
| 1     | Morris Kirksey   | USA                | 11,0 s |           |
| 2     | Josef Imbach     | Schweiz            | 11,0 s |           |
| 3     | René Lorain      | Frankreich         | k. A.  |           |
| 4     | Johan Johnsen    | Norwegen           | k. A.  |           |
| 5     | Jaime Camps      | Spanien            | k. A.  |           |
| 6     | Giovanni Orlandi | Königreich Italien | k. A.  |           |

### Vorlauf 7
| Platz | Name          | Nation           | Zeit   | Anmerkung |
| ----- | ------------- | ---------------- | ------ | --------- |
| 1     | Paul Brochart | Belgien          | 11,4 s |           |
| 2     | René Tirard   | Frankreich       | 11,7 s |           |
| 3     | Diego Ordóñez | Spanien          | k. A.  |           |
| 4     | Jean Colbach  | Luxemburg        | k. A.  |           |
| 5     | Eduard Hašek  | Tschechoslowakei | k. A.  |           |

### Vorlauf 8
| Platz | Name             | Nation         | Zeit   | Anmerkung |
| ----- | ---------------- | -------------- | ------ | --------- |
| 1     | Charles Paddock  | USA            | 10,8 s |           |
| 2     | Harry Edward     | Großbritannien | 10,9 s |           |
| 3     | Carlos Botín     | Spanien        | k. A.  |           |
| 4     | Shinichi Yamaoka | Japan          | k. A.  |           |
| 5     | Edmond Médécin   | Monaco         | k. A.  |           |

### Vorlauf 9

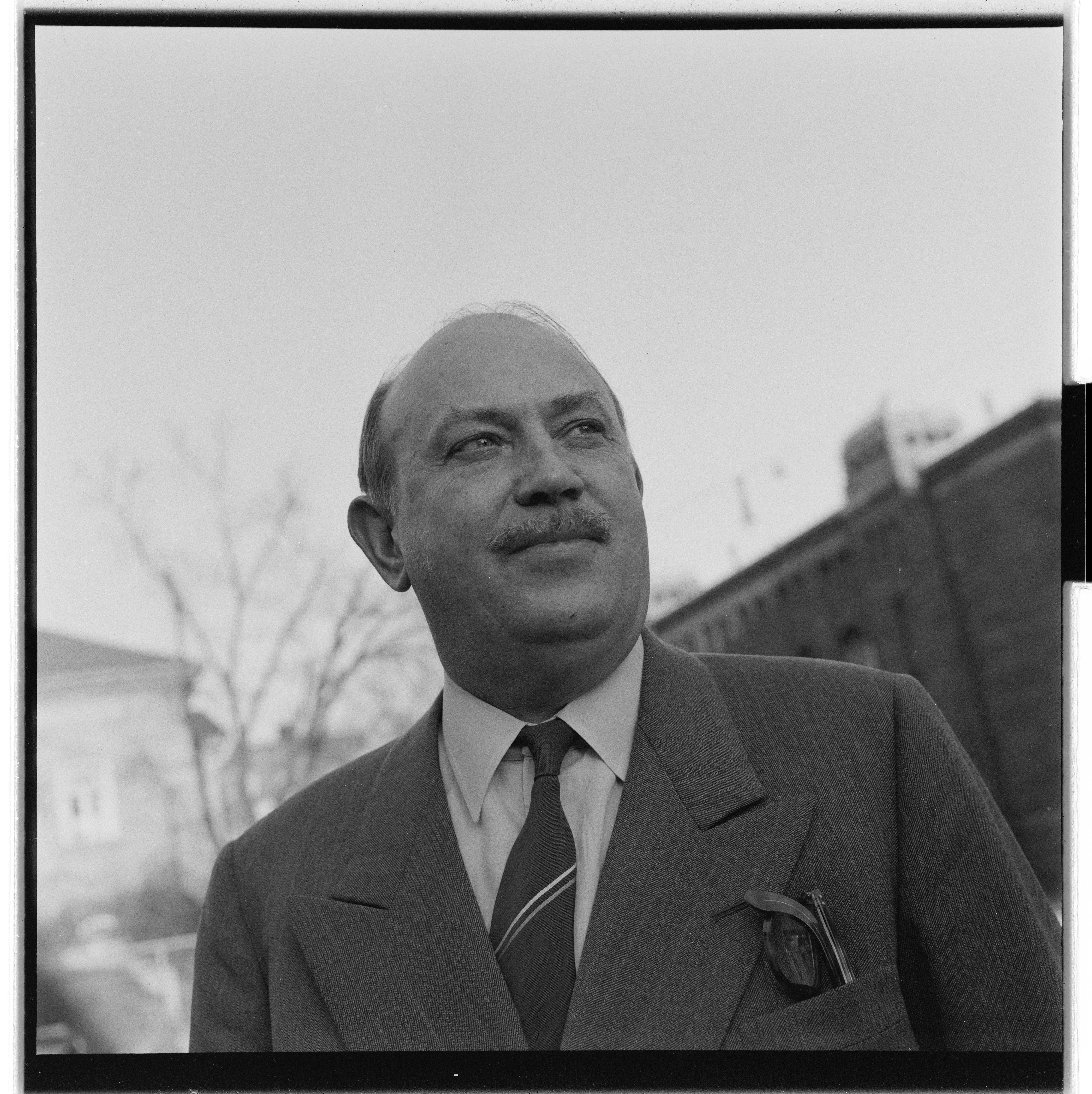
Rolf Stenersen (hier im Jahr 1953) – ausgeschieden als Dritter des neunten Vorlaufs

| Platz | Name                | Nation         | Zeit   | Anmerkung |
| ----- | ------------------- | -------------- | ------ | --------- |
| 1     | Émile Ali-Khan      | Frankreich     | 11,0 s |           |
| 2     | Victor d’Arcy       | Großbritannien | 11,1 s |           |
| 3     | Rolf Stenersen      | Norwegen       | k. A.  |           |
| 4     | Dimitrios Karabatis | Griechenland   | k. A.  |           |
| 5     | Sven Malm           | Schweden       | k. A.  |           |

### Vorlauf 10
| Platz | Name              | Nation             | Zeit   | Anmerkung |
| ----- | ----------------- | ------------------ | ------ | --------- |
| 1     | Harold Abrahams   | Großbritannien     | 11,0 s |           |
| 2     | Alexandre Ponton  | Kanada             | 11,1 s |           |
| 3     | Giorgio Croci     | Königreich Italien | 11,2 s |           |
| 4     | Harry van Rappard | Niederlande        | k. A.  |           |
| 5     | Reinhold Saulmann | Estland            | k. A.  |           |

### Vorlauf 11
| Platz | Name                     | Nation                | Zeit   | Anmerkung |
| ----- | ------------------------ | --------------------- | ------ | --------- |
| 1     | Jack Oosterlaak          | Südafrikanische Union | 11,0 s |           |
| 2     | George Davidson          | Neuseeland            | 11,1 s |           |
| 3     | Agne Holmström           | Schweden              | k. A.  |           |
| 4     | Fritiof Normann Andersen | Dänemark              | k. A.  |           |
| 5     | Jean Lefèvre             | Belgien               | k. A.  |           |

### Vorlauf 12
| Platz | Name             | Nation   | Zeit   | Anmerkung |
| ----- | ---------------- | -------- | ------ | --------- |
| 1     | Jackson Scholz   | USA      | 10,8 s |           |
| 2     | Marinus Sørensen | Dänemark | 11,2 s |           |
| 3     | Cyril Coaffee    | Kanada   | k. A.  |           |
| 4     | Julien Lehouck   | Belgien  | k. A.  |           |
| 5     | Asle Bækkedal    | Norwegen | k. A.  |           |

## Viertelfinale

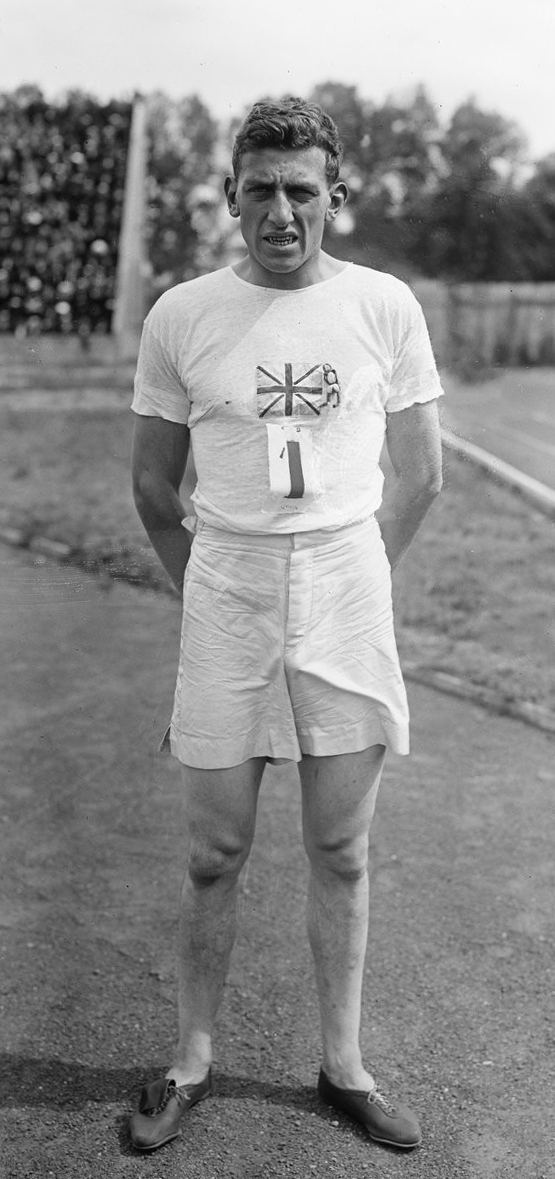
Harold Abrahams (der kommende Olympiasieger) – hier noch ausgeschieden als Vierter des dritten Viertelfinals

Datum: 15. August 1920, 17.00 Uhr Ortszeit
Auch in den Viertelfinals ist die Übermittlung der Zeiten nicht komplett.

### Lauf 1
| Platz | Name            | Nation             | Zeit   | Anmerkung |
| ----- | --------------- | ------------------ | ------ | --------- |
| 1     | Harry Edward    | Großbritannien     | 10,8 s |           |
| 2     | Loren Murchison | USA                | 10,9 s |           |
| 3     | René Mourlon    | Frankreich         | 11,0 s |           |
| 4     | William Hunt    | Australien         | 11,2 s |           |
| 5     | Mario Riccoboni | Königreich Italien | k. A.  |           |

### Lauf 2

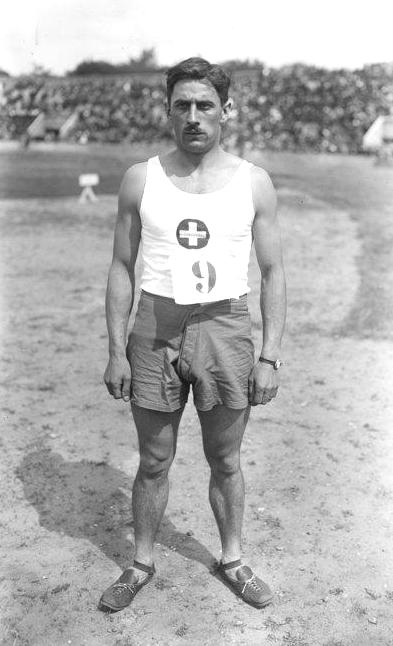
Josef Imbach – ausgeschieden als Dritter des vierten Viertelfinals
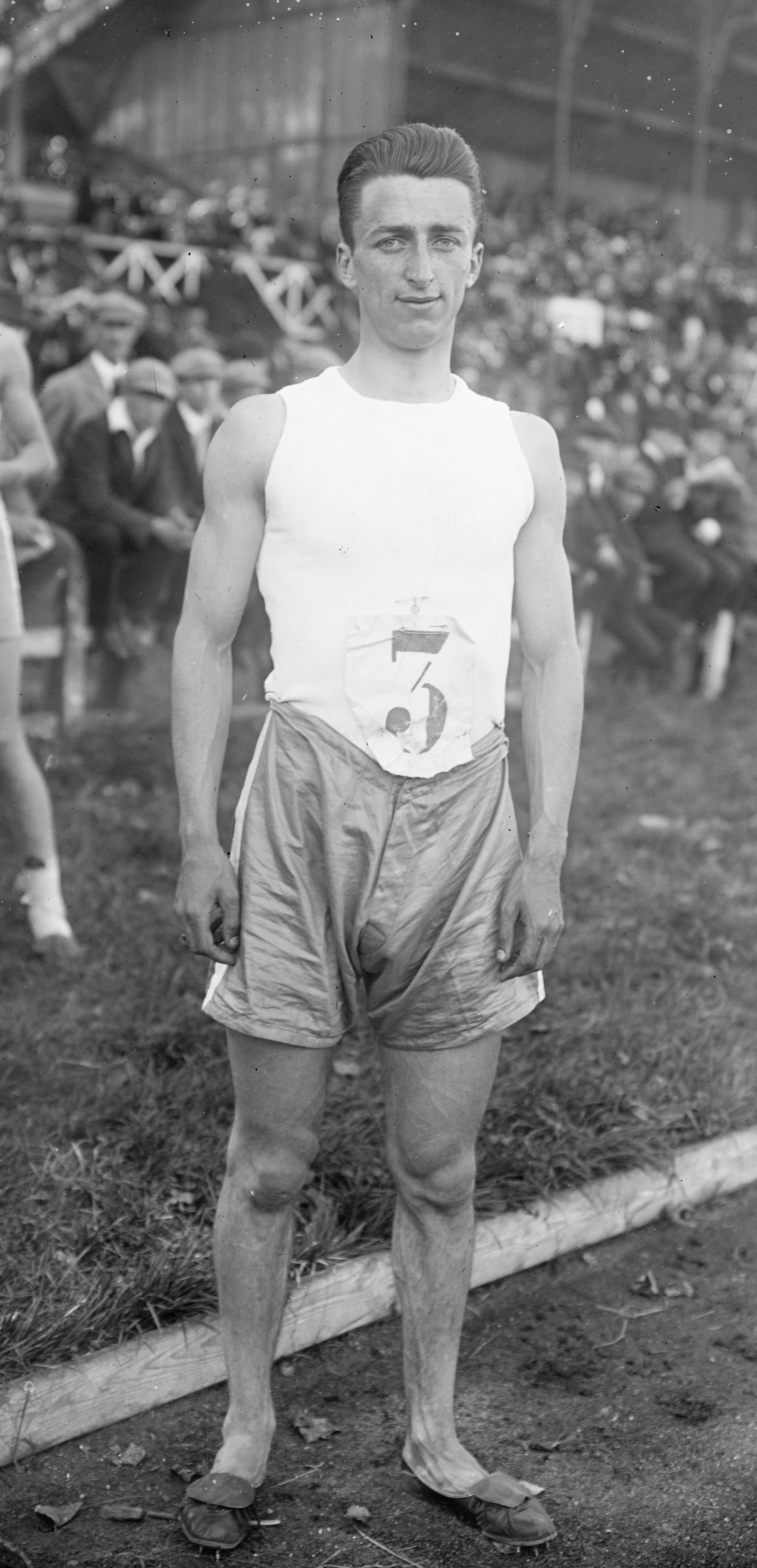
René Tirard – ausgeschieden als Vierter des vierten Viertelfinals

| Platz | Name             | Nation                | Zeit   | Anmerkung |
| ----- | ---------------- | --------------------- | ------ | --------- |
| 1     | William Hill     | Großbritannien        | 11,0 s |           |
| 2     | Félix Mendizábal | Spanien               | k. A.  |           |
| 3     | Willie Bukes     | Südafrikanische Union | k. A.  |           |
| 4     | August Sørensen  | Dänemark              | k. A.  |           |
| 5     | Vittorio Zucca   | Königreich Italien    | k. A.  |           |

### Lauf 3
| Platz | Name            | Nation         | Zeit   | Anmerkung |
| ----- | --------------- | -------------- | ------ | --------- |
| 1     | Charles Paddock | USA            | 10,8 s |           |
| 2     | Émile Ali-Khan  | Frankreich     | 10,9 s |           |
| 3     | George Davidson | Neuseeland     | k. A.  |           |
| 4     | Harold Abrahams | Großbritannien | k. A.  |           |
| 5     | Cor Wezepoel    | Niederlande    | k. A.  |           |

### Lauf 4

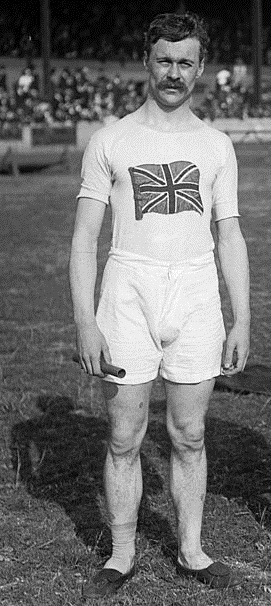
Victor d’Arcy (1912 im Halbfinale gescheitert) – hier ausgeschieden als Dritter des fünften Viertelfinals

| Platz | Name             | Nation                | Zeit   | Anmerkung |
| ----- | ---------------- | --------------------- | ------ | --------- |
| 1     | Jackson Scholz   | USA                   | 10,8 s |           |
| 2     | Jack Oosterlaak  | Südafrikanische Union | 11,0 s |           |
| 3     | Josef Imbach     | Schweiz               | 11,1 s |           |
| 4     | René Tirard      | Frankreich            | 11,2 s |           |
| 5     | Alexandre Ponton | Kanada                | 11,4 s |           |

### Lauf 5
| Platz | Name             | Nation         | Zeit   | Anmerkung |
| ----- | ---------------- | -------------- | ------ | --------- |
| 1     | Morris Kirksey   | USA            | 10,8 s |           |
| 2     | Paul Brochart    | Belgien        | k. A.  |           |
| 3     | Victor d’Arcy    | Großbritannien | k. A.  |           |
| 4     | Marinus Sørensen | Dänemark       | k. A.  |           |

## Halbfinale
Datum: 16. August 1920, 9.30 Uhr Ortszeit
Nur die Zeiten der für das Finale qualifizierten Läufer sind bekannt.

### Lauf 1
| Platz | Name             | Nation                | Zeit   | Anmerkung |
| ----- | ---------------- | --------------------- | ------ | --------- |
| 1     | Harry Edward     | Großbritannien        | 10,8 s |           |
| 2     | Jackson Scholz   | USA                   | 10,9 s |           |
| 3     | Morris Kirksey   | USA                   | 11,0 s |           |
| 4     | Jack Oosterlaak  | Südafrikanische Union | k. A.  |           |
| 5     | Félix Mendizábal | Spanien               | k. A.  |           |

### Lauf 2
| Platz | Name            | Nation         | Zeit   | Anmerkung |
| ----- | --------------- | -------------- | ------ | --------- |
| 1     | Charles Paddock | USA            | 10,8 s |           |
| 2     | Émile Ali-Khan  | Frankreich     | 10,8 s |           |
| 3     | Loren Murchison | USA            | 11,0 s |           |
| 4     | Paul Brochart   | Belgien        | k. A.  |           |
| 5     | William Hill    | Großbritannien | k. A.  |           |

## Finale

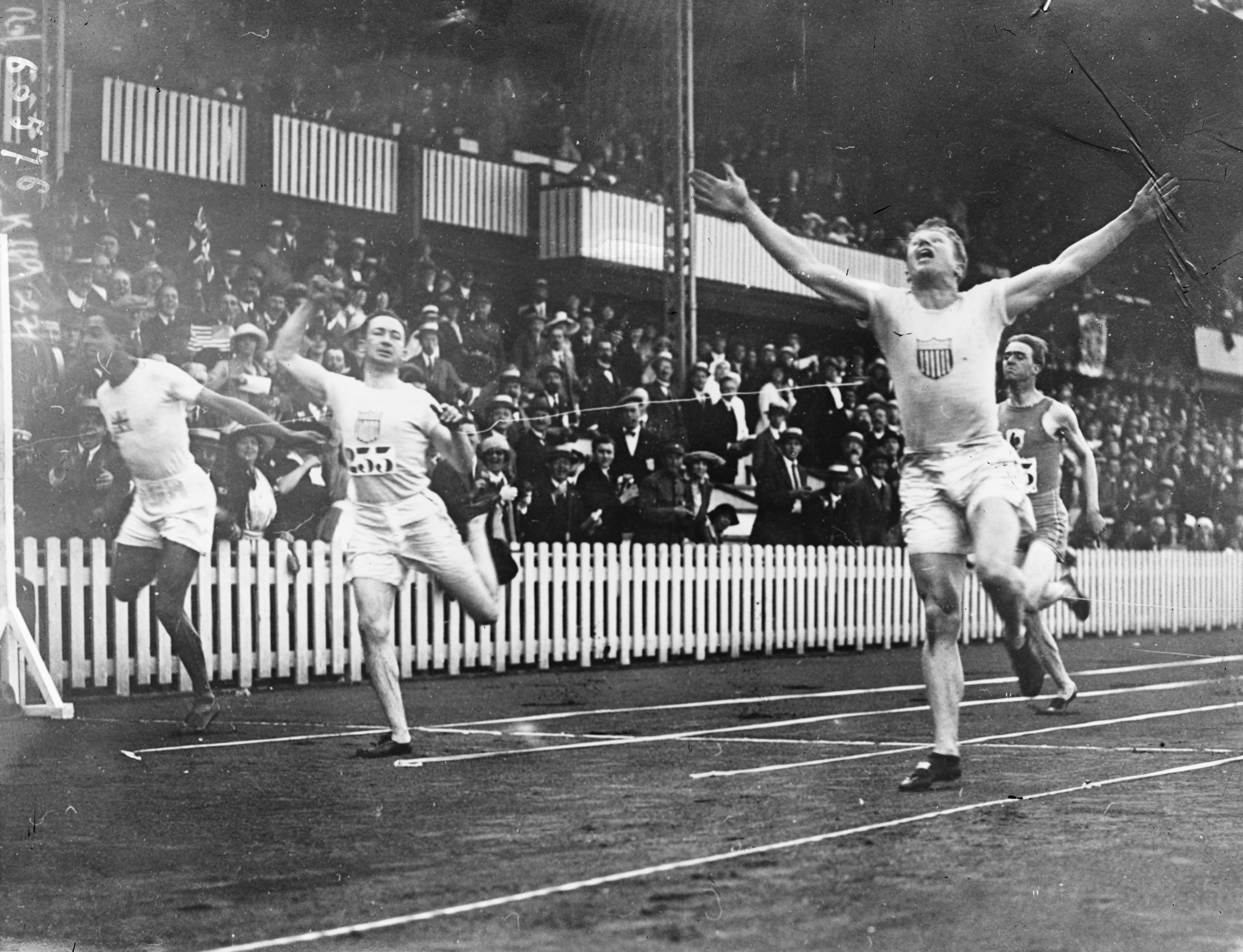
Zieleinlauf des 100-Meter-Finales

Datum: 16. August 1920, 16.00 Uhr Ortszeit
| Platz | Name            | Nation         | Zeit   | Anmerkung |
| ----- | --------------- | -------------- | ------ | --------- |
| 1     | Charles Paddock | USA            | 10,8 s |           |
| 2     | Morris Kirksey  | USA            | 10,8 s |           |
| 3     | Harry Edward    | Großbritannien | 10,9 s |           |
| 4     | Jackson Scholz  | USA            | 10,9 s |           |
| 5     | Émile Ali-Khan  | Frankreich     | 11,1 s |           |
| 6     | Loren Murchison | USA            | k. A.  |           |

In Antwerpen sah man bei Olympischen Spielen erstmals den bereits berühmten Zielsprung des Charles Paddock. Morris Kirksey wirkte bei all seinen zahlreichen Rennen gegen Paddock immer gehemmt, weil er von dieser Zielsprungtechnik seines Gegners so beeindruckt war. Von den sechs Finalisten kamen vier aus den USA, einer aus Großbritannien und einer aus Frankreich.
Vor dem Start wurde Paddock angemahnt, seine Hände hinter die Startlinie zurückzuziehen. Loren Murchison stand daraufhin auf, er glaubte, die Startprozedur würde wiederholt werden. Doch der Startschuss fiel, so dass Murchison keinerlei Chance hatte, ins Renngeschehen einzugreifen. Paddock gewann das Finale mit seinem Schlusssprung.
In vielen Quellen ist für Murchison die Zeit von 11,2 s angegeben, was allerdings angesichts der Startprobleme kaum stimmig sein kann. Entsprechend ist hier die u. g. Literatur von Ekkehard zur Megede Grundlage für Murchisons Endzeit, die dort ohne Angabe bleibt. Auch für andere Läufer sind dort teilweise andere Zeiten benannt, die allerdings höchstens um eine Zehntelsekunde abweichen.
Paddocks Sieg war der fünfte US-Erfolg im sechsten olympischen Finale. Von den bisher neunzehn vergebenen Medaillen – 1896 hatte es zwei dritte Plätze gegeben – wurden zwölf von Läufern aus den USA gewonnen.

## Bildergalerie

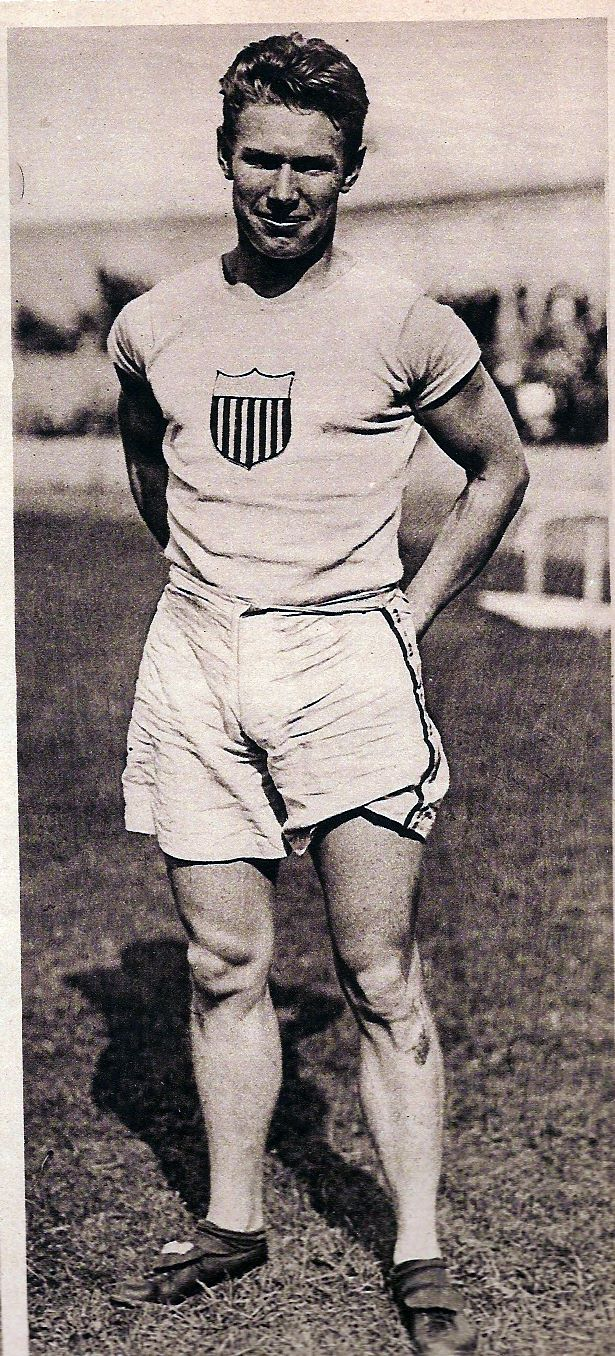
Olympiasieger Charles Paddock
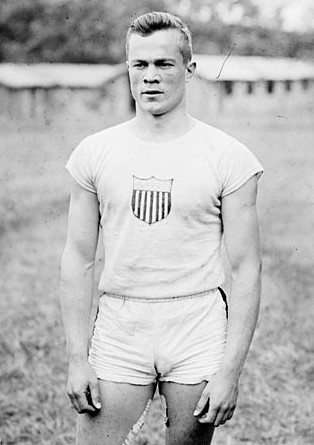
Morris Kirksey, Gewinner der Silbermedaille
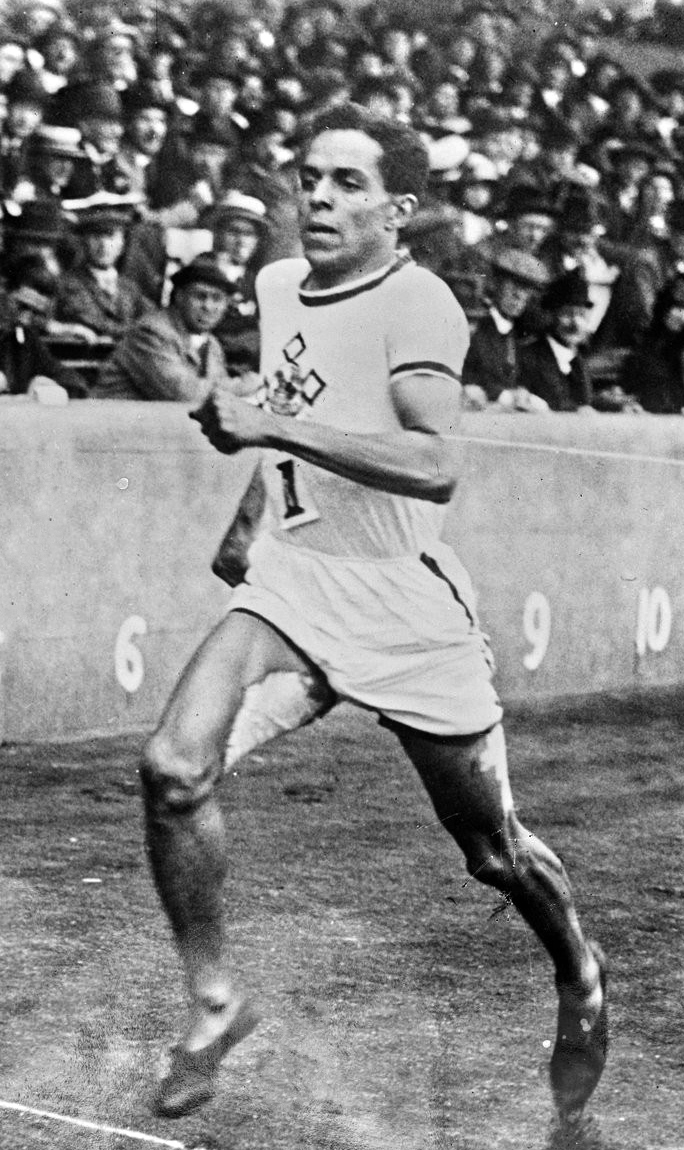
Bronzemedaillengewinner Harry Edward

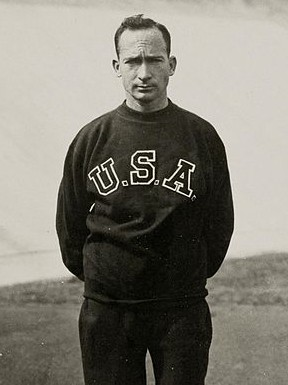
Der viertplatzierte Jackson Scholz
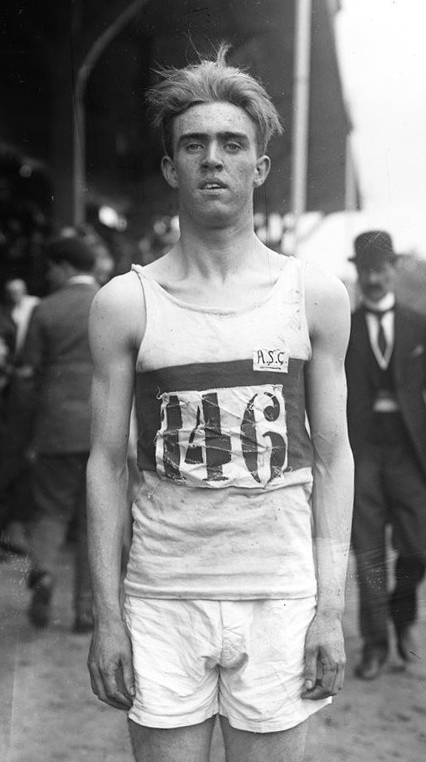
Émile Ali-Khan belegte Rang fünf
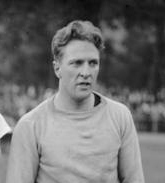
Loren Murchison kam auf den sechsten Platz

## Videolinks
- Charley Paddock Leaps Across Finish Line For 100m Gold - Antwerp 1920 Olympics, youtube.com, abgerufen am 23. Mai 2021
- 1920, Antwerp, The Fastest Men On Earth, youtube.com, abgerufen am 23. Mai 2021